# Liturgische kleur
Een liturgische kleur is de kleur van de liturgische gewaden en aankleding van de gebedsruimte in een christelijke kerkdienst of gebedsbijeenkomst. Zulke gewaden worden vaak gedragen door de voorganger(s) in de liturgie. In liturgische kerken draagt de priester of predikant van dienst een gewaad of stola in de kleur van de dag/ het seizoen. In katholieke, anglicaanse en oosters-orthodoxe kerken is dit terug te zien aan de kledij van de celebrant en de eventuele medevoorgangers tijdens eucharistievieringen en het goddelijk officie of urengebed (het dagelijkse gebed in op geregelde uren; sinds de Middeleeuwen in het Nederlands ook getijden genoemd). 
Al naargelang de aard van een kerkelijke feestdag of het tijdstip van een kerkelijke viering varieert de kleur van de gewaden. Dit is geen vrijblijvend kleurgebruik. Het is binnen de Rooms-katholieke Kerk bijvoorbeeld vastgelegd als voorschrift. Tussen de Latijnse Kerk en de oosters-katholieke kerken in eenheid met Rome bestaan wel kleurverschillen. De katholieken van de verschillende oosterse riten gebruiken de traditie van liturgische kleuren zoals die ook in de oosters-orthodoxe kerken en de oriëntaals-orthodoxe kerken gebruikelijk is. In andere liturgische kerken, zoals de Anglicaanse kerk, bestaan vergelijkbare kleurenkalenders. Hieronder volgt een overzicht van het officiële kleurgebruik in Rooms-katholieke en Orthodoxe kerken. 

## De kleuren naar feestdag of tijd
In de op Witte Donderdag 2000 door paus Johannes Paulus II goedgekeurde Institutio Generalis Missalis Romani (Algemene instructie voor het Romeinse Missaal) geven de paragrafen 345, 346 en 347 (in hoofdstuk VI, deel IV) de volgende voorschriften met betrekking tot het gebruik van liturgische kleuren tijdens de mis en het officie van de Katholieke Kerk.
| 345 | De verscheidenheid van kleuren van de heilige gewaden dient ertoe om zowel de eigenheid van de te vieren geloofsgeheimen als het gevoel van het voortschrijdende christelijke leven in de loop van het kerkelijk jaar effectief ook uiterlijk uit te drukken. | Diversitas colorum in sacris vestibus eo contendit, ut hinc proprietas mysteriorum fidei celebrandorum, hinc sensus progredientis vitæ christianæ, decursu anni liturgici, efficacius etiam exterius exprimatur. |
| 346 | Bij de kleur van de gewijde gewaden dient het traditionele gebruik te worden gevolgd, namelijk: | Ad colorem sacrarum vestium quod attinet, servetur usus traditus, nempe: |
|     | Wit - tijdens de Paastijd en de kersttijd; op alle feestdagen rond Jezus Christus die geen verband houden met zijn lijden; op feestdagen van de Maagd Maria; feesten van de Engelen; alle feesten van heiligen die geen martelaar zijn; Allerheiligen (1 november); en op de feesten van Johannes de Doper (24 juni), Johannes de evangelist (27 december), de Stoel van Petrus (22 februari) en de bekering van de Apostel Paulus (25 januari).                                                                                | a: Color albus adhibetur in Officiis et Missis temporis paschalis et Nativitatis Domini; insuper in celebrationibus Domini, quæ non sint de eius Passione, beatæ Mariæ Virginis, SS. Angelorum, Sanctorum non Martyrum, in sollemnitatibus Omnium Sanctorum (1 nov.) et S. Ioannis Baptistæ (24 iunii), in festis S. Ioannis Evangelistæ (27 dec.), Cathedræ S. Petri (22 febr.) et Conversionis S. Pauli (25 ian.). |
|     | Rood - op Palmzondag; Goede Vrijdag; Pinksterzondag; op feestdagen rond het lijden van Jezus Christus; op feesten van de Apostelen, de Evangelisten en martelaren. | b: Color ruber adhibetur in dominica Passionis et feria VI Hebdomadæ sanctæ, in dominica Pentecostes, in celebrationibus Passionis Domini, in festis nataliciis Apostolorum et Evangelistarum et in celebrationibus Sanctorum Martyrum. |
|     | Groen - op alle dagen van het jaar waar geen andere kleur is voorgeschreven. Zij is voorgeschreven op alle zondagen van de Tijd door het jaar. De Tijd door het jaar begint na het feest van het Doopsel van de Heer tot de dinsdag voor Aswoensdag en herbegint op de maandag na Pinksteren tot de zaterdag voor de Advent. Groen is derhalve een prominente liturgische kleur. | c: Color viridis adhibetur in Officiis et Missis temporis «per annum». |
|     | Paars - tijdens de adventstijd en de vastentijd oftewel veertigdagentijd (de 40 dagen vóór Pasen). Paars kan ook gebruikt worden in de missen en officies voor de overledenen. | d: Color violaceus adhibetur tempore Adventus et Quadragesimæ. Assumi potest etiam in Officiis et Missis defunctorum. |
|     | Zwart - mag gedragen worden, waar dit gebruikelijk is, in de missen voor de overledenen. | e: Color niger adhiberi potest, ubi mos est, in Missis defunctorum. |
|     | Oudroze (mengsel van paars met wit) - mag op zondag Zondag Gaudete (derde zondag van de Advent) en zondag Laetare (vierde zondag van de vastentijd) gedragen worden waar dit gebruikelijk is. | f: Color rosaceus adhiberi potest, ubi mos est, in dominicis Gaudéte (III Adventus) et Lætáre (IV in Quadragesima). |
|     | Op bijzondere zeer plechtige feestdagen mogen feestelijke (kostbare) kerkelijke gewaden worden gedragen, ook al wijkt de kleur af van die voor de betreffende dag. | g: Diebus sollemnioribus adhiberi possunt sacrae vestes festivæ seu nobiliores, etsi non sunt coloris diei. |
|     | De lokale bisschoppenconferentie kan op voor bepaalde feestelijke gelegenheden aanvullende regels stellen. | Conferentiæ tamen Episcoporum possunt definire, ad colores liturgicos quod attinet, et proponere Apostolicæ Sedi aptationes, quæ necessitatibus et ingenio populorum respondeant. |
| 347 | Reguliere missen worden gecelebreerd in de eigen kleur, in wit of in een feestkleur; Missen voor verschillende Noden echter worden gecelebreerd in de kleur van de dag of het seizoen, respectievelijk in paars als zij een boetekarakter hebben. Bijvoorbeeld nummer 31 (In tijd van Oorlog of conflict), nummer 33 (In Tijd van Hongersnood) of nummer 38 (voor de Vergeving van de Zonden); Votiefmissen worden gecelebreerd in de kleur die past bij de mis zelf of ook in de kleur die eigen is aan de dag of het seizoen. | Missæ rituales dicuntur cum colore proprio vel albo vel festivo; Missæ autem pro variis necessitatibus cum colore proprio diei vel temporis aut cum colore violaceo, si indolem pænitentialem manifestant, v. gr. nn. 31, 33, 38; Missæ votivæ cum colore convenienti Missæ quæ celebratur aut etiam cum colore proprio diei vel temporis.                                                                           |

## Orthodoxe Kerk
Het kleurenschema is in de Orthodoxe kerk niet zo sterk als in de Latijnse kerk. Er zijn in de orthodoxe kerk eigenlijk geen strikte regels van de liturgische gewaden, altaar- en lessenaarbekleding, maar een zekere praktijk heeft zich desondanks ontwikkeld. In hoofdlijnen bestaat het kleurenspectrum uit de volgende basiskleuren: wit, rood, oranje, geel, groen, lichtblauw, donkerblauw, violet en zwart.
In de kleuren zijn nuanceverschillen.
- Wit: Doop, Waterwijding, Theofanie, Hemelvaart, Transfiguratie, Lazaroszaterdag, paastijd. (Feest-)dagen ter ere van de Alheilige Moeder Gods, de onlichamelijke machten en maagdelijke heiligen.
- Wit of helderrood: van Pasen tot Pinksteren.[1]
- Goudgroen, in alle nuances: (Feest-)dagen ter ere van de prepodobnije, podvizjniki en jurodivije, Intocht des Heren in Jeruzalem (Palmzondag), Dag van de Drie-eenheid en de dag van de Heilige Geest (Zondag en maandag van Pinksteren), pinkstertijd, gedachtenis van monniken en monialen.
- Goudgeel, in alle nuances: (Feest-)dagen ter ere van de Heer Jezus Christus, profeten, apostelen en geestelijken, kersttijd en op de “normale” tijden in de loop van het jaar en op Witte donderdag, maar dan is het goudgeel iets feestelijker.
- Licht(helder)blauw: (Feest-)dagen ter ere van de Alheilige Moeder Gods en de Moeder Gods-vasten, de onlichamelijke machten en maagdelijke heiligen.
- Blauw: Feesten van het H. Kruis.
- Rood:	Kleine vastentijden en op Apostelfeesten.
- Donkerrood: (Feest-)dagen ter ere van martelaren.[2]
- Violet of zwart:[3] Grote Vasten en (feest)-dagen van het H. Kruis.
- Violet of donkerrood: Feestdagen ter ere van het Kruis des Heren.
- Donkergroen en violet: Zaterdagen en zondagen in de Vasten.[4]

Pasen begint in wit. Maar de paasliturgie en de week erna worden weer gecelebreerd in rode gewaden.
- De huidige Russische oestav (rubrieken) schrijven voor, dat bij de panichida of uitvaart donkere kleuren gedragen worden, maar er is ook een oudere praktijk, die de voorkeur geeft aan heldere gewaden.
- Op Witte Donderdag is de kleur van de gewaden donkerrood, hoewel de altaarruimte geheel in het zwart blijft. Het altaarkleed is wit.

In de vastenperiodes worden de kleuren donkerblauw, violet, donkergroen, donkerrood en zwart gedragen. De laatste kleur wordt voornamelijk tijdens de Grote Vasten gebruikt. In de eerste week van deze vasten en op de werkdagen van de overige weken is de kleur zwart. Op zondagen en bij feesten: donker met afwerking in goud en/of kleuren. Begrafenissen worden in de regel in witte gewaden voltrokken. In Rusland werd het eerste officiële voorstel zich zo veel mogelijk in zwart te kleden gedaan in 1730 aan de Petersburgse geestelijkheid voor deelname aan de begrafenisplechtigheid van tsaar Peter II. Sindsdien vormen zwarte gewaden een vast attribuut in begrafenis- en vastendiensten.
In de canon voor liturgische kleuren heeft oranje geen eigen “plaats”. Desalniettemin is deze kleur in de Kerk aanwezig sinds de vroegste tijd. Oranje is een verfijnde nuance, waarvan de betekenis menig oog ontgaat. Als samenvloeiing van rood en geel is hij voortdurend onderhevig aan verschuivingen: indien hij naar geel neigt, wordt hij als geel waargenomen (goud heeft dikwijls een oranje weerschijn) en indien rood domineert, als rood. Een dergelijke instabiliteit van oranje heeft deze kleur de gelegenheid ontnomen een vaste plaats in te nemen tussen de algemeen aanvaarde kleuren voor de gewaden. Maar in de praktijk treedt hij vaak op in kerkelijke gewaden die ofwel voor geel, ofwel voor rood doorgaan.

## Protestantse kerken
In navolging van het katholieke, westerse gebruik van liturgische kleuren, gebruiken sinds het einde van de twintigste eeuw ook voorgangers binnen verschillende protestantse kerken in toenemende mate deze liturgische kleuren. Zo is er binnen de Protestantse Kerk in Nederland (PKN) een richtlijn voor het kleurengebruik. Ook Anglicaanse kerken wereldwijd, die de katholieke liturgische traditie nooit hebben losgelaten, gebruiken dezelfde kleuren in de liturgie. In de lutherse kerkgenootschappen van Scandinavië, waar het kazuifel gehandhaafd werd, draagt men ook reeds langer klederen in de liturgische kleuren. In Calvinistische kerken van orthodoxe snit wordt dit gebruik juist veelal afgewezen, dan wel zeer beperkt overgenomen.